# Тупики (Удомельский район)
Тупики — опустевшая деревня в Удомельском городском округе Тверской области.

## География
Деревня находится в северной части Тверской области на расстоянии приблизительно 26 км на север-северо-восток по прямой от железнодорожного вокзала города Удомля в 2 км севернее Воронинского залива озера Кезадра.

## История
Деревня известна с 1478 года. В 1859 году владение помещиков Милюковых. Здесь было учтено дворов (хозяйств) 18 (1859 год), 33 (1886), 35 (1911), 25 (1958), 71 (1986), 9 (1978). В советский период истории здесь действовали колхозы «Вторая Пятилетка», им. Чапаева и им. Калинина. До 2015 года входила в состав Куровского сельского поселения до упразднения последнего. С 2015 года в составе Удомельского городского округа. Ныне опустела.

## Население
Численность населения: 149 человек (1859 год), 184 (1886), 202 (1911), 57(1958), 12 (1978), 0 (1986), 0 в 2002 году, 1 в 2010.